# アイ先生
アイ先生（（本名：大須賀あい）1981年10月30日 - ）は、RCCラジオ『秘密の音園』火曜日アシスタント、あいMYナイトパーソナリティーを務めた。O型。
その後、フリーペーパーマガジンRock's Upの編集長として活躍。現在は、執筆活動を継続し、インタビュアーや音楽ライターとしての顔もある。

## 来歴・人物
広島県呉市出身。広島県立呉宮原高等学校卒業、広島女学院大学卒業。趣味はサーフィン。
サーフィン以外のスポーツに疎く、高校時代サッカー部のマネージャーであったにもかかわらず、オフサイドの意味や、FC（football clubの略）の意味を理解していない。また、プロ野球のセ・リーグは5球団だと思っていた。中学時代は吹奏楽部に所属し、クラリネットを担当していた。ただ、ピストンのことを「ボタン」と呼ぶなど、用語などの知識はあまり身についていない様子。
英語が堪能で英検準1級。かつては外国人の男性とも交際していた。中学生の頃はE〜Fカップあった。最近までCに近いDであったが、今は少し胸に肉が付き、Eに近いDになったらしい。イベント以外で顔出ししない謎多き女性でもある。
2011年12月31日秘密の音園の新春号にて結婚と妊娠を報告、2012年3月30日の最終回の放送にてわずかな時間だがスタジオ出演をし、3月5日に第一子を出産したことを報告した。

## 担当番組
テレビ
- MJ

ラジオ
- 秘密の音園火曜日アシスタント（RCCラジオ）　※2010年12月17日の放送を以って番組卒業
- あいMYナイト（RCCラジオ）（2008年10月3日～2010年9月27日）

## その他
- ギターのGコードが唯一弾ける。
- 長らく本名を明かしていなかったが、MCを務めたMJでは普通に明かしていた。以後もしばらくは音園では本名は伏せていたが、2010年秋からは「大須賀さん」と弄られるまでになった。
- 2010年11月26日の秘密の音園のエンディングで、同年12月17日の放送分を以って、自らの意思で番組から卒業することを表明した。